# 1971-es Eurovíziós Dalfesztivál
Az 1971-es Eurovíziós Dalfesztivál volt a tizenhatodik Eurovíziós Dalfesztivál, melynek Írország fővárosa, Dublin adott otthont. A helyszín a dublini Gaiety Theatre volt.

## A résztvevők
Málta először vett részt a versenyen, és az utolsó helyen végzett.
Visszatértek az 1970-es Eurovíziós Dalfesztivált bojkottáló országok is, így ismét tizennyolc dal alkotta a verseny mezőnyét.
A német énekesnő, Katja Ebstein 1970 után sorozatban másodszor képviselte hazáját, és akárcsak egy évvel korábban, ismét a harmadik helyen végzett. 1963 után másodszor versenyzett a belga Jacques Raymond is.
Először képviselte Svájcot Peter, Sue & Marc, akik később még háromszor versenyeztek: 1976-ban, 1979-ben és 1981-ben. Érdekesség, hogy mind a négy alkalommal más nyelven énekeltek, ebben az évben franciául.
A fellépők között volt egy későbbi győztes is: a norvég Hanne Krogh ekkor mindössze tizenöt éves volt, Lykken er... című dala az utolsó előtti helyen zárt. Tizennégy évvel később, az 1985-ös Eurovíziós Dalfesztiválon Norvégia első győzelmét aratta a Bobbysocks duó egyik tagjaként.
A brit műsorszolgáltató, vagyis a BBC aggodalmát fejezte ki az ír közönség várható reakciójával kapcsolatban, az északír konfliktus miatt. Ezért szándékosan egy olyan északír énekesnőt, Clodagh Rodgerst választották indulóként, aki Írországban és az Egyesült Királyságban egyaránt ismert volt. Rodgers állítása szerint halálos fenyegetést kapott az IRA-tól amiért az Egyesült Királyságot képviselte.

## A verseny
A korábbi szabályt, amely szerint csak szólóénekesek vagy duettek szerepelhettek eltörölték. Az új szabály lehetővé tette, hogy legfeljebb hattagú együttesek is résztvegyenek. Hivatalosan a dalverseny első együttese a svéd Family Four volt.
Ebben az évben első alkalommal tették kötelezővé, hogy az egyes műsorszolgáltatók készítsenek videót a nevezett dalukhoz, lehetővé téve, hogy a verseny napja előtt is be lehessen mutatni a dalokat a televízióban. Ez a szabály a későbbi versenyeken is érvényes volt. A belga dal videójában a nemzeti döntőt megnyerő Nicole és Hugo szerepelt, azonban néhány nappal azelőtt, hogy Dublinba utaztak volna, az énekesnő betegsége miatt visszalépni kényszerültek. Dalukat a belga televízió felkérésére Lily Castel és Jacques Raymond adta elő a verseny színpadán. Nicole és Hugo 1973-ban képviselte Belgiumot.

## A szavazás
Az egy évvel korábbi versenyt bojkottáló országok visszatérésének legfőbb oka volt, hogy radikálisan megváltoztatták a szavazás lebonyolítását. Mindkét ország a helyszínre küldött két zsűritagot. Az egyik zsűritagnak 25 évnél fiatalabbnak, a másiknak 25 évnél idősebbnek kellett lennie. A műsorvezető háromszor kettes csoportokban szólította a zsűritagokat, akik 1 és 5 között pontozták az összes dalt. (Kivéve természetesen a sajátjukat.) Tehát a két zsűritag együtt minimum 2 és maximum 10 pontot adott a többi ország dalára. Így mindegyik dal összesen minimum 34 és maximum 170 pontot kaphatott. 
Nagy hátránya volt ennek a pontozási rendszernek, hogy a zsűrik nem ugyanannyi pontot adtak a többi országnak, vagyis lehetővé tette a taktikai szavazást. Például a luxemburgi zsűri a tizenhétből tizenhárom dalnak a minimális 2 pontot adta, összesen 43 pontot, szemben a francia zsűri által kiosztott 107 ponttal.
A szavazás háromszor kettes csoportokban zajlott. Az országokat a fellépési sorrendnek megfelelően hat darab csoportra osztották, majd az egyes csoportok zsűritagjai a műsorvezető szavára felmutatták, hogy hány pontot adtak az egyes daloknak. A szavazás során három ország váltotta egymást az élen: az első csoportot az osztrák, a máltai, és a monacói zsűritagok alkották, akik Spanyolországot helyezték az élre. A második és a harmadik csoport után Olaszország vezetett, ezt követően pedig Monacó állt az élre, és ezután végig sikerült is megőrizniük az előnyüket. A győztes dal hat zsűritől – svájci, német, belga, svéd, jugoszláv, norvég – gyűjtötte be a maximális tíz pontot, míg a spanyol zsűritől a minimális két pontot kapta. Érdekesség, hogy a következő évben is a spanyol zsűri volt az egyetlen, mely minimális pontot adott a győztesnek.
Monaco első és eddig egyetlen győzelmét aratta. Bár az énekesnő, a dalszerző, és még a karmester is francia volt. Az énekesnő, Séverine saját állítása szerint soha nem járt Monacóban, bár a 2006-os Eurovíziós Dalfesztiválon a monacói delegáció tagjaként volt jelen.

## Eredmények
| #  | Ország             | Nyelv       | Előadó                         | Dal                            | Magyar fordítás         | Helyezés | Pontszám |
| -- | ------------------ | ----------- | ------------------------------ | ------------------------------ | ----------------------- | -------- | -------- |
| 01 | Ausztria           | német[a]    | Marianne Mendt                 | Musik                          | Zene                    | 16.      | 66       |
| 02 | Málta              | máltai      | Joe Grech                      | Marija l-Maltija               | Mária, a máltai lány    | 18.      | 52       |
| 03 | Monaco             | francia     | Séverine                       | Un banc, un arbre, une rue     | Egy pad, egy fa, egy út | 1.       | 128      |
| 04 | Svájc              | francia     | Peter, Sue & Marc              | Les illusions de nos vingt ans | Húszas éveink tévhitei  | 12.      | 78       |
| 05 | Németország        | német       | Katja Ebstein                  | Diese Welt                     | Ez a világ              | 3.       | 100      |
| 06 | Spanyolország      | spanyol     | Karina                         | En un mundo nuevo              | Egy új világban         | 2.       | 116      |
| 07 | Franciaország      | francia     | Serge Lama                     | Un jardin sur la terre         | Egy kert a Földön       | 10.      | 82       |
| 08 | Luxemburg          | francia     | Monique Melsen                 | Pomme, pomme, pomme            | Alma, alma, alma        | 13.      | 70       |
| 09 | Egyesült Királyság | angol       | Clodagh Rodgers                | Jack in the Box                | Bohóc a dobozban        | 4.       | 98       |
| 10 | Belgium            | holland     | Lily Castel és Jacques Raymond | Goeiemorgen, morgen            | Jó reggelt, reggel      | 14.      | 68       |
| 11 | Olaszország        | olasz       | Massimo Ranieri                | L’amore è un attimo            | A szerelem egy pillanat | 5.       | 91       |
| 12 | Svédország         | svéd        | Family Four                    | Vita vidder                    | Fehér látóhatár         | 6.       | 85       |
| 13 | Írország           | angol       | Angela Farrell                 | One Day Love                   | Egynapos szerelem       | 11.      | 79       |
| 14 | Hollandia          | holland     | Saskia & Serge                 | Tijd                           | Idő                     | 6.       | 85       |
| 15 | Portugália         | portugál    | Tonicha                        | Menina do alto da serra        | Magashegyi lány         | 9.       | 83       |
| 16 | Jugoszlávia        | szerbhorvát | Krunoslav Slabinac             | Tvoj dječak je tužan           | A barátod szomorú       | 14.      | 68       |
| 17 | Finnország         | finn        | Markku Aro és Koivistolaiset   | Tie uuteen päivään             | Út egy új nap felé      | 8.       | 84       |
| 18 | Norvégia           | norvég      | Hanne Krogh                    | Lykken er                      | A boldogság…            | 17.      | 65       |

1.↑ a: A dal a német nyelv bécsi dialektusában hangzott el.

## Térkép

Részt vevő országok
Országok, melyek korábban részt vettek, de ebben az évben nem

## Ponttáblázat
|                    | Zsűrik   | Zsűrik | Zsűrik | Zsűrik | Zsűrik      | Zsűrik        | Zsűrik        | Zsűrik    | Zsűrik             | Zsűrik  | Zsűrik      | Zsűrik     | Zsűrik   | Zsűrik    | Zsűrik     | Zsűrik      | Zsűrik     | Zsűrik   | Zsűrik |
| Össz               | Ausztria | Málta  | Monaco | Svájc  | Németország | Spanyolország | Franciaország | Luxemburg | Egyesült Királyság | Belgium | Olaszország | Svédország | Írország | Hollandia | Portugália | Jugoszlávia | Finnország | Norvégia |        |
| ------------------ | -------- | ------ | ------ | ------ | ----------- | ------------- | ------------- | --------- | ------------------ | ------- | ----------- | ---------- | -------- | --------- | ---------- | ----------- | ---------- | -------- | ------ |
| Ausztria           | 66       |        | 3      | 5      | 2           | 7             | 2             | 3         | 2                  | 3       | 3           | 6          | 4        | 6         | 3          | 5           | 4          | 3        | 5      |
| Málta              | 52       | 4      |        | 2      | 2           | 3             | 5             | 3         | 2                  | 3       | 4           | 4          | 2        | 4         | 5          | 2           | 2          | 3        | 2      |
| Monaco             | 128      | 4      | 5      |        | 10          | 10            | 2             | 8         | 4                  | 8       | 10          | 4          | 10       | 9         | 9          | 8           | 10         | 7        | 10     |
| Svájc              | 78       | 5      | 5      | 4      |             | 6             | 2             | 6         | 2                  | 6       | 3           | 7          | 4        | 5         | 5          | 6           | 4          | 4        | 4      |
| Németország        | 100      | 6      | 5      | 7      | 6           |               | 8             | 8         | 2                  | 6       | 7           | 6          | 6        | 5         | 5          | 7           | 7          | 5        | 4      |
| Spanyolország      | 116      | 4      | 8      | 10     | 5           | 7             |               | 10        | 4                  | 7       | 4           | 5          | 6        | 9         | 6          | 7           | 7          | 9        | 8      |
| Franciaország      | 82       | 3      | 2      | 8      | 8           | 5             | 5             |           | 2                  | 5       | 3           | 4          | 4        | 6         | 9          | 5           | 5          | 3        | 5      |
| Luxemburg          | 70       | 2      | 7      | 6      | 3           | 2             | 4             | 5         |                    | 6       | 3           | 3          | 2        | 5         | 3          | 6           | 4          | 5        | 4      |
| Egyesült Királyság | 98       | 4      | 8      | 8      | 6           | 5             | 2             | 8         | 4                  |         | 8           | 3          | 5        | 7         | 5          | 7           | 6          | 6        | 6      |
| Belgium            | 68       | 3      | 2      | 5      | 4           | 2             | 2             | 5         | 2                  | 6       |             | 3          | 5        | 4         | 6          | 6           | 3          | 6        | 4      |
| Olaszország        | 91       | 4      | 6      | 9      | 8           | 6             | 6             | 9         | 2                  | 6       | 2           |            | 7        | 6         | 2          | 3           | 8          | 2        | 5      |
| Svédország         | 85       | 7      | 4      | 4      | 9           | 4             | 2             | 5         | 2                  | 5       | 6           | 6          |          | 3         | 9          | 3           | 6          | 4        | 6      |
| Írország           | 79       | 7      | 6      | 6      | 3           | 4             | 5             | 7         | 2                  | 6       | 3           | 6          | 2        |           | 5          | 4           | 5          | 4        | 4      |
| Hollandia          | 85       | 6      | 2      | 6      | 5           | 4             | 5             | 7         | 2                  | 5       | 2           | 2          | 6        | 5         |            | 9           | 5          | 6        | 8      |
| Portugália         | 83       | 4      | 3      | 6      | 2           | 5             | 10            | 8         | 5                  | 6       | 4           | 4          | 2        | 3         | 5          |             | 6          | 5        | 5      |
| Jugoszlávia        | 68       | 6      | 2      | 4      | 2           | 7             | 6             | 6         | 2                  | 3       | 2           | 5          | 2        | 5         | 4          | 4           |            | 3        | 5      |
| Finnország         | 84       | 4      | 4      | 4      | 4           | 4             | 3             | 4         | 2                  | 10      | 10          | 2          | 4        | 6         | 3          | 8           | 6          |          | 6      |
| Norvégia           | 65       | 3      | 3      | 6      | 4           | 2             | 2             | 5         | 2                  | 7       | 6           | 2          | 2        | 7         | 2          | 5           | 4          | 3        |        |

## Visszatérő előadók
| Előadó          | Ország      | Előző év(ek) |
| --------------- | ----------- | ------------ |
| Katja Ebstein   | Németország | 1970         |
| Jacques Raymond | Belgium     | 1963         |